# Порта а Коле (Гросето)
Порта а Коле је насеље у Италији у округу Гросето, региону Тоскана.
Према процени из 2011. у насељу је живело 22 становника. Насеље се налази на надморској висини од 6 м.